# 罗伯特·伯恩斯·伍德沃德
罗伯特·伯恩斯·伍德沃德（英語：Robert Burns Woodward，1917年4月10日—1979年7月8日），美国有机化学家，对现代有机合成做出了相当大的贡献，尤其是在化学合成和具有复杂结构的天然有机分子结构阐明方面。由於「在有机物合成方面的成就」，伍德沃德榮获1965年诺贝尔化学奖。与其同事罗尔德·霍夫曼共同研究了化学反应的理论问题。后者也获得了1981年的诺贝尔化学奖。

## 早年的生活和学习
伍德沃德生于麻省波士顿。其父为阿瑟·伍德沃德，系英格兰移民。其母为玛格丽特·伍德沃德，为苏格兰移民，生于格拉斯哥。
伍德沃德从小即醉心于化学。上昆西的小学、初中时就已经开始自学化学。在他上高中前，就已经把一本普遍使用的路德威·嘎特曼（Ludwig Gattermann）编写的有机化学实验教材大部分的實驗，想办法做了一遍。
1928年（11岁）时伍德沃德找到了驻波士顿的德国领事馆总领事，通过他取得一些发表在德国期刊上的论文。后来在其科普讲座（Cope lecture）中伍德沃德回忆，他无意中在这堆论文中发现了奥托·迪尔斯和库尔特·阿尔德关于双烯合成反应的原始通讯，并被迷住了的经历。在随后的生涯中，伍德沃德大量地应用此反应于有机合成，并在理论和应用上对此反应做了非常深入的研究。1933年他被麻省理工录取，然后次年即因忽视其他课程的学习导致成绩不好而被校方开除。麻省理工于1935年再次录取了伍德沃德，并于1936年授予其理学学士学位。再一年后他拿到了博士学位，其时，他的同学学士都还没毕业。伍德沃德的博士论文是关于雌性荷尔蒙孕酮的合成。在伊立诺依大学香槟分校做了短暂的博士后工作后他获得了哈佛大学Junior Fellowship的职位（1937－1938）。 以后便一直在哈佛待了下去。1960年代，伍德沃德被任命为唐纳理学教授，于是他便不需要给学生上课，从而能把所有的时间都花在研究上。

## 早期工作
伍德沃德1940年代早期的工作集中在利用紫外光谱来阐明天然产物分子的结构上。伍德沃德收集了大量的实验数据然后总结出了后来称为伍德沃德规则的公式，此项成果可以用来帮助鉴定天然和人工合成分子的结构。利用仪器分析来作结构鉴定是伍德沃德研究生涯的一个特色。这种方法改变了沿用已久的冗长繁琐的传统分析方法。
1944年，伍德沃德与其学生William von Doering完成了用于治疗疟疾的奎宁生物碱的人工合成。当时的宣传称此项突破可以解决因东南亚国家被日军占领而造成奎宁药材短缺的问题，但是当时的合成工艺无法做到工业化大量生产。然而这却是化学合成的一个里程碑。伍德沃德从德国人保罗·拉贝1905年将奎宁前体奎宁毒素转化成奎宁的事实中获得启示，意识到合成奎宁毒素即意味着可以合成奎宁本身。伍德沃德完成这个工作的时候，有机化学总体上还是一门实验学科，當時普遍认为如此复杂的分子難以被人工合成出来。伍德沃德给大家展示了一个事实：有机合成可以利用反应和结構的知识理解並進行有机合成。该合成是伍德沃德一生完成的无数极端复杂而精妙的合成裡的第一个合成。

## 后期工作与影响
1930年代后期，英国化学家克里斯托夫·英果尔德和罗伯特·罗宾逊开始了有机反应的机理研究，提出了很多经验规则用以预测有机分子的反应活性。伍德沃德大概是第一个在有机合成中利用这些规则的化学家。伍德沃德的做法激励了大批合成了许多重要药物和结构复杂的天然产物的新一辈化学家们。

### 有机合成与诺贝尔奖
1940年后期，伍德沃德合成了许多复杂的天然产物分子，包括奎宁、胆固醇、可的松、马钱子碱、麦角酸、利血平、叶绿素、头孢氨素和秋水仙碱。經過这些分子的合成，伍德沃德开创了有机合成的一个新纪元，称为“伍德沃德时代”。他告诉人们只要仔细的运用物理有机化学的原理，以及精细的策划，天然产物可以通过人工的方法合成出来。许多伍德沃德的合成工作被同行誉为杰作。在伍德沃德做出这些分子之前人们普遍认为人工合成这些分子是不可能的。伍德沃德的工作也被别人描述为一种艺术。从那以后，合成的化学家们总是希望在合成中力求实用与美的结合。他在研究中大量应用当时新兴的红外光、紫外光和核磁共振技术，并注重合成中的立体化学问题（即分子在三维空间的构形）。许多药物分子往往是某种特定结构的异构体才能充当药物，这就需要解决合成中的立体专一性问题，从而能合成具有特定立体化学的分子，在当时伍德沃德的工作是首創的。他的工作告诉人们通过透彻和理性的规划，立体专一的合成是可以实现的。众多他的合成工作采用的是通过引入刚性结构因素于分子中，迫使分子形成某个特定结构。这种思路现在已经变成一种研究的标准方法。伍德沃德在这方面贡献，尤其是以他完成的利血平和马钱子碱的合成作为代表，在有机合成发展史上是里程碑式的贡献。
伍德沃德还在有机合成中应用了红外光技术和化学降解方法来测定复杂分子的结构。其中尤为值得注意的是山道年酸、马钱子碱、magnamycin和土霉素，等等。世界大战期间，伍德沃德提出了青霉素正确的β－内酰胺结构，纠正了罗伯特·罗宾逊提出的塞唑啉－噁唑结构，而后者是当时有机化學界的权威。伍德沃德的同事、诺贝尔奖获得者德里克·巴顿评论道：“最厲害的结构式鉴定当属土霉素无疑。这个问题工业价值很大，引得众多天才化学家们纷纷投入这项工作中来。研究数据繁多而无头绪，很多东西实验上没有问题，但却得不到正确的结果。伍德沃德拿了张卡片，罗列出各个研究数据，静思良久，便推出了土霉素的正确结构。这在当时是无人能及的。” 伍德沃德再一次藉由实例告诉人们结合理性思辨与理论以及对化学的直觉可以做到这些。
1950年代早期，伍德沃德与在哈佛工作的英国化学家杰夫里·威尔金森一道提出了二茂铁的新颖结构。二茂铁分子由有机分子和铁原子构成。这个事件被当作是金属有机化学的开端。该学科如今已发展成为一门具有重要工业价值的学科。威尔金森与恩斯特·奥托·费歇尔一道因为此项工作而获得了1973年的诺贝尔化学奖。一些历史学家认为伍德沃德应该分享此项奖。伍德沃德本人也有一样的看法，曾经给诺贝尔评奖委员会写信表达看法。
伍德沃德因其在合成复杂有机分子方面的贡献获得了1965年的诺贝尔奖。在他的获奖发言中，伍德沃德描述了抗生素头孢霉素的合成，并声称他已经设计出了这个分子切实可行的合成方法，颁奖后在很快的时间内就可以做出来。

### 维生素B12合成与伍德沃德-霍夫曼规则
1960年代早期，伍德沃德开始了迄今为止最复杂的天然产物分子－维生素B12的合成。他与在瑞士苏黎世的同事阿尔伯特·艾申莫瑟精诚合作，组织了有上百名研究生和博士后的队伍历时数载攻关该分子的合成。该工作的结果最终于1973年发表，在有机化学历史上树立了一个新的里程碑。该合成涉及上百步的反应和繁重的设计与分析。这个工作的结果用比其他任何一个合成都强有力的事实告诉其他化学家们只要有足够的时间和策略研究，任何复杂的分子都能在实验室里合成出来。
同年，通过对维生素B12合成过程中得到的观察的研究，伍德沃德与罗尔德·霍夫曼提出了预测周环反应过程中产物立体化学的规则（后世称其为伍德沃德－霍夫曼规则）。作为一个经验丰富的有机合成化学家，伍德沃德自己通过分析分子轨道对称性先得出了该规则的雏形；他请求霍夫曼帮他对结果进行理论验算。霍夫曼使用自己发明的“推广的休克尔方法”对结果进行了计算。后来发现许多试验数据都与理论结果吻合得相当好。于是在1981年霍夫曼与日本化学家福井谦一分享了当年的诺贝尔化学奖。当时倘若伍德沃德还活着，他毫无疑问可以拿第二次诺贝尔化学奖。

### 伍德沃德研究所和晚年
1963年，伍德沃德身在哈佛，却担当其远在瑞士巴塞尔的伍德沃德研究所的领导职务。他还在1966年至1971年期间担任了他的母校麻省理工以及以色列魏茨曼科学研究所的校董。
伍德沃德是一个工作狂，先后离婚三次。第三次离婚后没几年，1979年7月8日，伍德沃德孤独地在麻省剑桥的寓所因心脏病突发逝世，終年62歲，当时他还在从事一种叫做红霉素的抗生素的合成。伍德沃德逝世后，他曾经的博士后，日本人岸义人同学义无反顾地接替了他的研究组负责指导红霉素全合成剩下的工作。
他的一名学生回忆道： “我得到伍德沃德的很大帮助。他让我知道虽然我们在结果并不明朗的情况下也能对难题攻关。但要有信心，凭借智力和勤劳是可以克服这些困难的。他给我展示了有机化学的美之所在，也告诉我这一行思维严谨的重要性。他说大家不必要专业化。他对合成策略、复杂结构的推断、新反应的发明和理论研究都作出了杰出的贡献。他通过言传身教告诉学生倾心做学问的乐趣。我很珍惜曾与这位科学巨匠一起工作的美好回忆。”

## 其他
他于1938年与Irja Pullman结婚。1946年与Eudoxia Muller结婚。第一次婚姻中育有两个女儿，第二次婚姻中育有一儿一女。
伍德沃德一生發表了196篇论文，其中85篇是研究全文，其余为通讯、讲义和综述等。他从事的科研工作很密集，以至于常常没来得及发表所有的实验细节。许多他参与的研究工作是在他辞世多年后才发表的。伍德沃德培养了200多个博士生、博士后研究人员。其中很多人后来成为著名的学者，最著名的有岸义人（哈佛教授）、Stuart Schreiber（哈佛教授）、Christopher S. Foote（UCLA教授）及Kendall Houk （UCLA教授）等等。
伍德沃德是个出名的工作狂，一辈子都扑在化学研究上。他的化学知识是百科全书式的，对细节过目不忘。他的过人之处在于能博览群书，而又融会贯通，将别人琐碎的研究成果整合成完整的知识来解决具体问题。他的讲课富有传奇色彩，往往能持续三四个小时。他不喜欢用幻灯片，而爱用不同颜色的粉笔画出漂亮的结构式来。在哈佛，他周六的研讨课常常讲着讲着就讲到深夜。
他偏爱蓝色。他的衣服、汽车是蓝色的( 是學生幫他塗的, 學生發現老師愛藍色, 老師並沒有因此而生氣)，甚至于停车的车位都涂成蓝色。他厌恶体育锻炼，能接连好几天每天睡几个小时。他煙癮很大，喜欢喝苏格兰威士忌。

## 名言
- 没有通用的反应，所有反应都必须逐个做才能确定结果。
- 最好的反应模型，是你的反应底物的对映异构体。
- 合成......是门艺术。

## 发明的术语
- conrotation/disrotation 顺旋/对旋
- macrolide  大环内酯
- total synthesis  全合成

## 荣誉和奖励
由于伍德沃德的杰出贡献，他获得了许多奖励、荣誉和荣誉学位。1953年他被当选为美国科学院院士。是世界各国的各种院士。身兼各种公司的技术指导，包括Polaroid、辉瑞、默克等等。其他奖励包括：
- 約翰·史考特獎章（英语：John Scott Medal）：富蘭克林研究所與費城市政府（1945年）
- 贝克兰奖章（Backeland Medal）：美國化學學會北紐澤西州部門（1955年）
- 戴維獎章：皇家學會（1959年）
- 羅傑·亞當斯獎章：美國化學學會（1961年）
- 庇護十一世獎章（英语：Pius XI Medal）：宗座科學院（1969年）
- 美國國家科學獎章：美國政府（1964年） ("For an imaginative new approach to the synthesis of complex organic molecules and, especially, for [his] brilliant syntheses of strychnine, reserphine, lysergic acid, and chlorophyll.")
- 諾貝爾化學獎（1965年）
- 威拉德·吉布斯獎（英语：Willard Gibbs Award）：美國化學學會芝加哥部門（1967年）
- 拉瓦節獎章（英语：Lavoisier Medal）：法國化學學會（英语：Societe Chimique de France）（1968年）
- 旭日章勳二等：日本天皇（1970年）
- 漢伯里紀念獎章（Hanbury Memorial Medal）：英國藥學會（英语：Royal Pharmaceutical Society of Great Britain）（1970年）
- Pierre Brnylants Medal：法語天主教魯汶大學（1970年）

伍德沃德接受了二十多个荣誉学位，包括如下大学的荣誉博士学位：
- 衛斯理大學（1945年）
- 哈佛大学（1957年）
- 剑桥大学（1964年）
- 布蘭迪斯大學（1965年）
- 以色列理工學院（1966年）
- 西安大略大學（1968年）
- 法語天主教魯汶大學（1970年）